# Mi querida señorita
Mi querida señorita es una película española dirigida por Jaime de Armiñán que se estrenó el 17 de febrero de 1972. El filme, transgresor en su momento, se ha convertido en un clásico del cine español, adelantado a su época. Estuvo entre las cinco nominadas al premio Óscar a la mejor película de habla no inglesa.

## Producción
El proyecto de la película tuvo un dilatado proceso de gestación. Jaime de Armiñán y José Luis Borau, coguionistas, confeccionaron su primera versión del guion a mediados de 1970 e hicieron hasta cinco versiones antes de presentar el definitivo a la censura, que de manera sorpresiva, no puso reparos. Solo recortó una vez rodada, una escena en la que Mónica Randall se desnudaba. El relato tiene la virtud de sugerir todos los hechos y dejar la suficiente ambigüedad en el relato.
Desde el momento inicial del proyecto, el actor elegido para protagonizar la película fue José Luis López Vázquez que aceptó tras leer el guion aunque tras ver unas pruebas entró en duda y tuvo que ser convencido por Borau y Armiñán quien posteriormente declararía en una entrevista en TVE: “José Luis tenía miedo de hacer el ridículo, de que yo no fuera capaz de dominar a ese personaje, de que estuviéramos haciendo una patochada”. Para la parte femenina del personaje, López Vázquez fue doblado por Irene Guerrero de Luna, voz habitual de Bette Davis o Marlene Dietrich.

## Recepción
La película fue un éxito de crítica y público, fue vista por 1 800 000 espectadores y constituyó la cinta española más  taquillera de 1972. El público acudió atraído por la curiosidad de ver a José Luis López Vázquez que era ya un actor muy popular en España, caracterizado de mujer. Fue seleccionada para representar a España en los premios Oscar del año 1973 y acabó entre las cinco finalistas.

## Argumento
Adela Castro es una solterona de mediana edad resignada a que ningún hombre la quiera por su físico. Cuando Santiago, un antiguo amigo viudo, regresa a la ciudad y le propone matrimonio, Adela acude a pedir consejo a su confesor, porque está preocupada por no ser una mujer «normal» ya que se afeita. Poco después tiene un ataque de celos al ver regresar a Isabelita, su sirvienta, de un paseo con el novio. Tras una gran discusión entre las dos, Isabelita se despide. Adela acude al médico, quien le descubre que es un hombre, hecho que desconocía porque la habían criado como mujer. 
Adela, ya como hombre, llega a Madrid, donde se instala en una pensión. Allí sufre graves apuros económicos al carecer de documentación como hombre y por tanto no puede acceder a su dinero. Intenta encontrar trabajo, pero carece de estudios y experiencia laboral y termina ganándose la vida cosiendo. Encuentra por casualidad a Isabelita, trabajando de camarera en una cafetería. Ella no lo reconoce vestido de hombre y con bigote, y empieza a cortejarla como Juan.
Debido a la estrechez económica, decide volver a su ciudad con su antigua personalidad para hacerse con sus haberes en el banco. Allí Santiago le aconseja  legalizar su situación haciéndose visitar por un forense. Regresa a Madrid donde decide estudiar y continúa su relación con Isabelita. Busca a su antigua compañera de pensión, Feli, que resulta ser prostituta y Juan intenta probar sus aptitudes para mantener relaciones sexuales con ella. Será su primera experiencia, fallida. El hecho le resulta frustrante y cae en una gran depresión. Isabelita acude a su casa y consigue lo que no había conseguido Feli.

## Reparto
- José Luis López Vázquez: Adela Castro Molina / Juan
- Julieta Serrano: Isabelita, criada de Adela
- Antonio Ferrandis: Santiago, pretendiente de Adela
- Enrique Ávila: padre José María, confesor de Adela
- Cristina Suriani: 1.ª hija de Santiago
- Ana Suriani: 2ª hija de Santiago
- Manolo Otero: novio de Isabelita
- Lola Gaos: Chus, patrona de la pensión
- Chus Lampreave: sobrina de Chus
- Mónica Randall: Feli, vecina de la pensión
- José Luis Borau: médico
- Avelino Cánovas: empleado del banco

## Localizaciones y rodaje
La película se rodó en el verano de 1971 en diversas ciudades españolas entre ellas: en las ciudades gallegas de Tuy, Bayona y Vigo, y en Madrid.
La licencia de exhibición se concedió el 28 de diciembre de 1971 y el estreno se produjo el 17 de febrero de 1972.

## Premios
Premios Óscar
| Categoría                          | Persona          | Resultado |
| ---------------------------------- | ---------------- | --------- |
| Mejor película de habla no inglesa | Jaime de Armiñán | Candidata |

27.ª edición de las Medallas del Círculo de Escritores Cinematográficos
| Categoría              | Persona                            | Resultado |
| ---------------------- | ---------------------------------- | --------- |
| Mejor director         | Jaime de Armiñán                   | Ganador   |
| Mejor actor            | José Luis López Vázquez            | Ganador   |
| Mejor actor de reparto | Antonio Ferrandis                  | Ganador   |
| Mejor guion            | Jaime de Armiñán y José Luis Borau | Ganador   |

Premios San Jorge
| Categoría               | Persona                 | Resultado |
| ----------------------- | ----------------------- | --------- |
| Mejor película española | Mejor película española | Ganadora  |